# ソリアーノ・カヴール
ソリアーノ・カヴール（イタリア語: Sogliano Cavour）は、イタリア共和国プッリャ州レッチェ県にある、人口約4,000人の基礎自治体（コムーネ）。

## 地理

### 位置・広がり

#### 隣接コムーネ
隣接するコムーネは以下の通り。
- コリリアーノ・ドトラント
- クトロフィアーノ
- ガラティーナ